# Norges landsdelar

Norges landsdelar, med de tidigare fylkesgränserna markerade.

Norges landsdelar är en traditionell uppdelning av Norge som inte har någon administrativ funktion.
Landsdelarna med fylken är.
- Nordnorge: Nordland fylke, Troms fylke och Finnmark fylke
- Trøndelag: Trøndelag fylke
- Vestlandet: Møre og Romsdal fylke, Vestland fylke och Rogaland fylke
- Sørlandet: Agder fylke
- Østlandet: Akershus fylke, Buskerud fylke, Vestfold fylke, Telemark fylke, Østfold fylke, Oslo och Innlandet fylke